# Rurkozębne
Rurkozębne, mrówniki, słupozębne (Tubulidentata) – rząd ssaków z infragromady łożyskowych (Placentalia), do którego zalicza się jedna rodzina (mrównikowate) z jednym współcześnie występującym gatunkiem (mrównikiem). Zwierzęta te zamieszkują otwarte tereny Afryki, na południe od Sahary. Nazwę słupozębne, rurkozębne zawdzięczają szczególnemu uzębieniu, na które składa się 20 słupowatych zębów, a nazwa mrówniki związana jest z ich preferencjami pokarmowymi – mrówniki żywią się mrówkami i termitami.

## Charakterystyka
Dorosłe osobniki mają w uzębieniu tylko stale rosnące trzonowce, składające się z wielu pryzm zębiny, wewnątrz której znajduje się miazga zęba. Mózg mrówników ma niewielkie rozmiary, półkule mózgu są słabo pofałdowane. Mrówniki mają węch lepiej rozwinięty niż jakikolwiek inny ssak. Prawie bezwłosa skóra. Silne kończyny przednie z mocnymi pazurami w kształcie kopytek. Prowadzą nocny tryb życia. Dzień spędzają w wykopanych przez siebie jamach. Prowadzą podobny tryb życia do szczerbaków i łuskowców, ale nie są z nimi blisko spokrewnione.

## Ewolucja
Najstarsze, mioceńskie skamieniałości mrówników znane są z obszaru Kenii. Wydaje się, że rząd ten wyewoluował w Afryce pod koniec kredy, a następnie rozprzestrzenił się na Europę i południową Azję. Z trzech znanych rodzajów mrówników – Leptorycteropus, Myorycteropus i Orycteropus – do czasów współczesnych przetrwał tylko ostatni.